# Podlešínská lípa
Podlešínská lípa je památný strom v obci Podlešín, zhruba 6 km východně od Slaného v okrese Kladno. Lípa malolistá (Tilia cordata) roste v intravilánu vesnice, poblíž čp. 114.
Lípa je chráněná od 25. července 1978. Měřený obvod jejího kmene dosahoval 275 cm, výška udávána na 15 metrů.

## Stav stromu a údržba
- 1995 – nutný prořez, napadený větevní pahýl houbou
- 1996 – zdr. stav dobrý, pouze na velkém řezu začínající výskyt houby
- 2003 – vyčistit a zastřešit dutinu, vyvázat, zakrátit větev k domu.
- 2020 - prořez a kontrola stavu vázání větví.

## Památné a významné stromy vokolí
- Dub na Zadních Lužích (Slaný, 3,5 km zsz.)
- Dub u Blevického rybníka (6,3 km v.)
- Dub u Čížků (Pchery, 4,7 km jz.) (1,0 km ssz.)
- Dub v Podlešíně (170 m sv.)
- Dub v Želenicích (1,1 km j.)
- Dubová alej u Blevic (6,3 km v.)
- Jasan v Třebusicích (2,7 km jv.)
- Lípa malolistá v Želenicích (0,9 km jjv.)
- Lípa u Horova mlýna (Velvary, 7,3 km sv.)
- Lípa u Rosů (Slaný, 5,6 km sz.)
- Lípa u Vítova (4,0 km ssz.)
- Lípa velkolistá v Želenicích (1,0 km jjv., výše na návsi)
- Vrapický dub (6,1 km j.)
- † Žižická lípa (2,4 km s.)